# Castell d'Oliola
El castell d'Oliola és un castell termenat d'Oliola (Noguera) declarat bé cultural d'interès nacional.
Antic castell andalusí de frontera, és situat al cim del serrat que hi ha al costat del poble d'Oliola, a ponent de l'església de Sant Tirs. Des del castell es domina la vall d'Oliola i l'antic camí d'Agramunt.

## Història
És referit en les fonts àrabs. Segons el cronista al-Udhrí, l'any 908 Muhàmmad al-Tawil, senyor d'Osca, s'apoderà de la ciutat de Lleida. L'any 909 emprengué una ràtzia per les regions de la frontera catalana i prengué els castells d'Alguaire, Gualter i Oliola. Captivà tres-cents presoners. El lloc fortificat d'Oliola serà reconquerit i repoblat als volts de l'any 1035. L'any 1061, Pere Miró llegà en el seu testament al seu fill Arnau, entre altres béns, els alous i les propietats que tenia al «kastro de Uliola». L'any 1157, és documentat el cavaller Arnau d'Oliola en un procés que enfrontava el comte de Barcelona Ramon Berenguer IV i Pere de Puigverd, senyor d'Oliola. Sembla que Arnau d'Oliola era el castlà del castell d'Oliola; altres membres d'aquesta nissaga, els Oliola, que prengueren el nom de la fortalesa, es troben referits en diverses escriptures del segle xii.
L'any 1164, Pere de Puigverd llegà al seu fill Pere tots els béns que posseïa a Oliola. El 1172 es té constància que la castlania i els castells d'Oliola, Puigverd i Tudela de Segre eren llegats a Ramon, fill de Ramon Bernat, el testament sacramental (oral i davant testimonis) del qual, havia estat jurat aquell any a l'església del castell de Biosca. La senyoria d'Oliola, però, continuava pertanyent a la família Puigverd i així es fa evident encara el segle xiii. L'any 1243, en el seu testament, Berenguer de Puigverd apareix com a senyor dels castells de Puigverd, Oliola, Ponts, Agramunt, Barberà, Prenafeta, Miramar i Figuerola.
A la darreria del segle xiv, Oliola i el seu terme, amb 12 focs, consten com a possessió del comte d'Urgell. L'any 1427, pel testament de Ramon de Casaldàliga, hom sap que aquest era senyor del castell i la vila d'Oliola. Al segle xvi, Oliola esdevingué una baronia del casal Cardona, família que senyorejà el lloc fins a la desamortització del segle xix.

## Arquitectura
El castell d'Oliola es troba al cim del tossal al vessant meridional del qual s'estén el poble d'Oliola. En un pla més baix, a llevant del tossal es troba l'església romànica de Sant Tirs (núm. 420).
El castell respon a les característiques dels castells de frontera, format només per una torre i un recinte, però les restes que se n'han conservat són escasses. A l'esperó situat a l'oest del cim hi ha restes d'una torre de base quadrada que feia uns 4,5 metres de costat i de la qual es conserva una alçada entre un i dos metres, feta amb aparell de carreus escairats i llargs, recordant a la tècnica constructiva del segle xi.

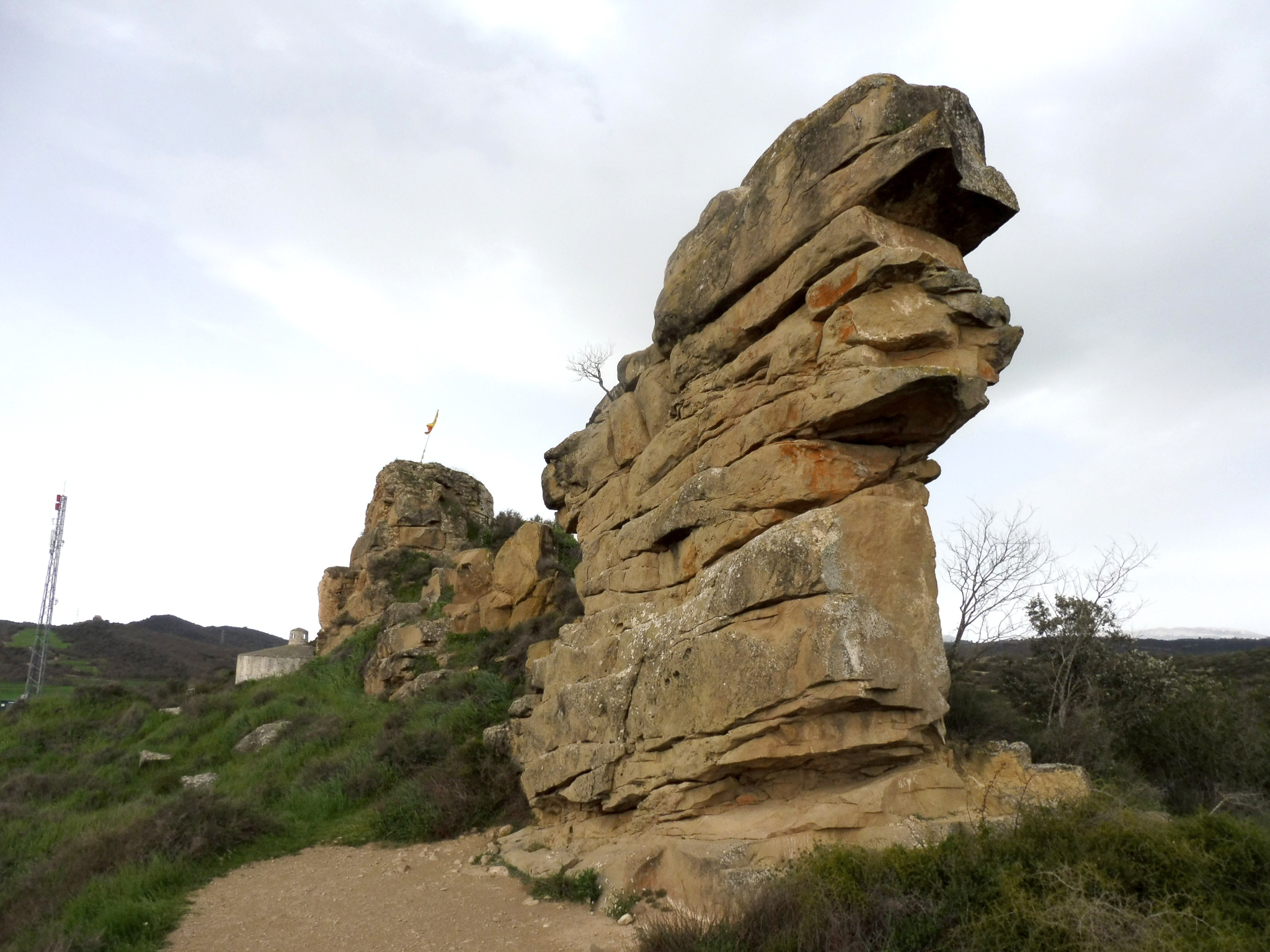
Esperó de roca al recinte del castell

Aquest pany de mur es recolza en una roca d'uns 6 metres d'alt, a la banda nord-est de la qual arrenca un mur de tàpia que podria correspondre al mur perimetral del recinte. A l'est de les restes de la torre hi ha un esperó rocallós vertical (que podria haver estat aprofitat per alguna construcció), als peus de la qual s'estén una zona plana amb restes de roques alineades que podrien formar part de fonamentacions.
Al vessant est es troba un altre pany de mur adossat en una roca. Està fet de maçoneria de morter amb pedra irregular a la base i carreus de pedra desbastada que formen un angle a la part superior. Podria haver format part d'una torre en el flanc de llevant.
Aquest recinte, suposadament envoltat pel mur de tàpia que arrenca de la torre superior, es devia estendre cap a llevant un centenar de metres. A la banda meridional, resten traces d'una vall defensiva artificial fet a base de buidar terra.